# Karl Maisel

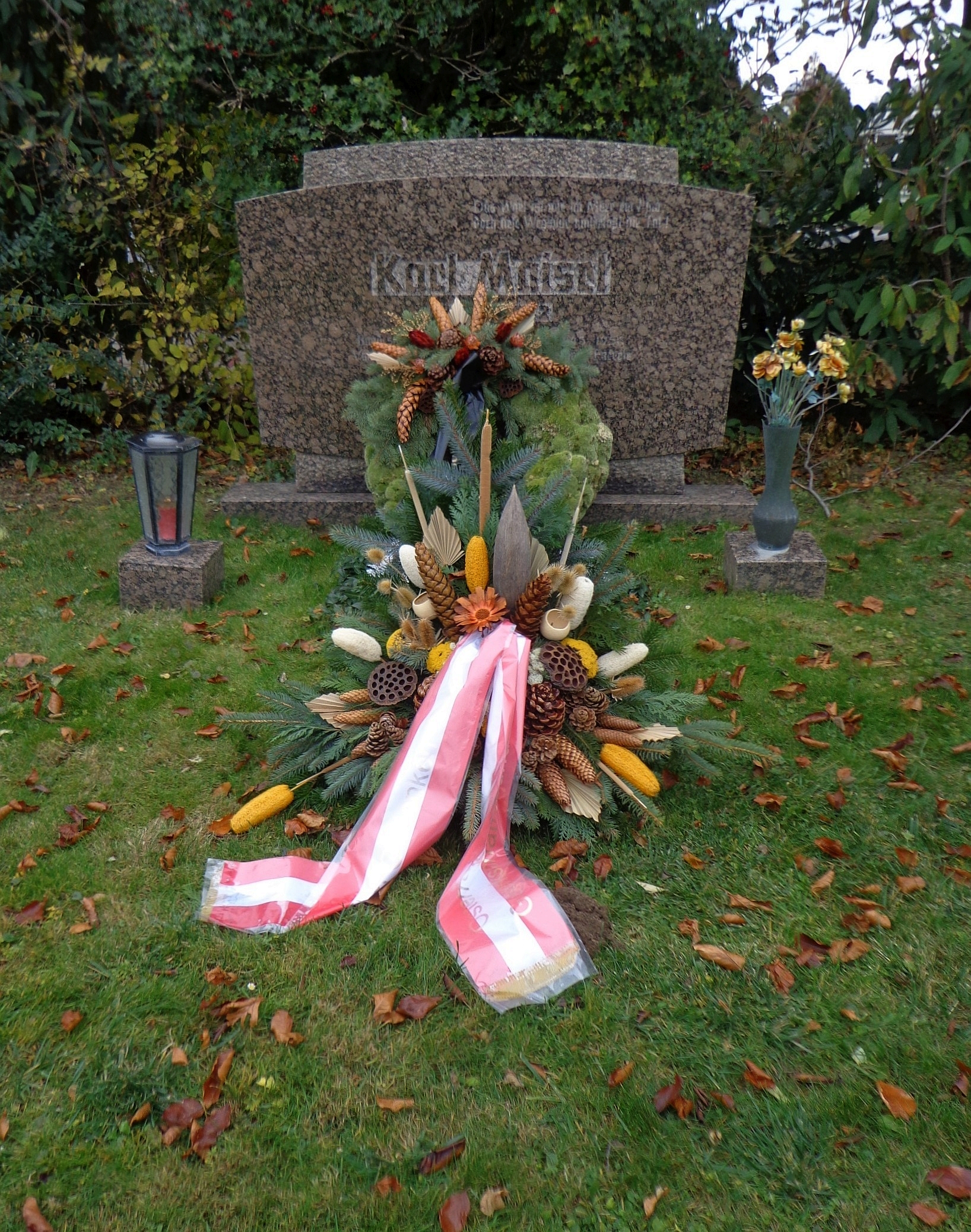
Wiener Zentralfriedhof – Ehrengrab von Karl Maisel

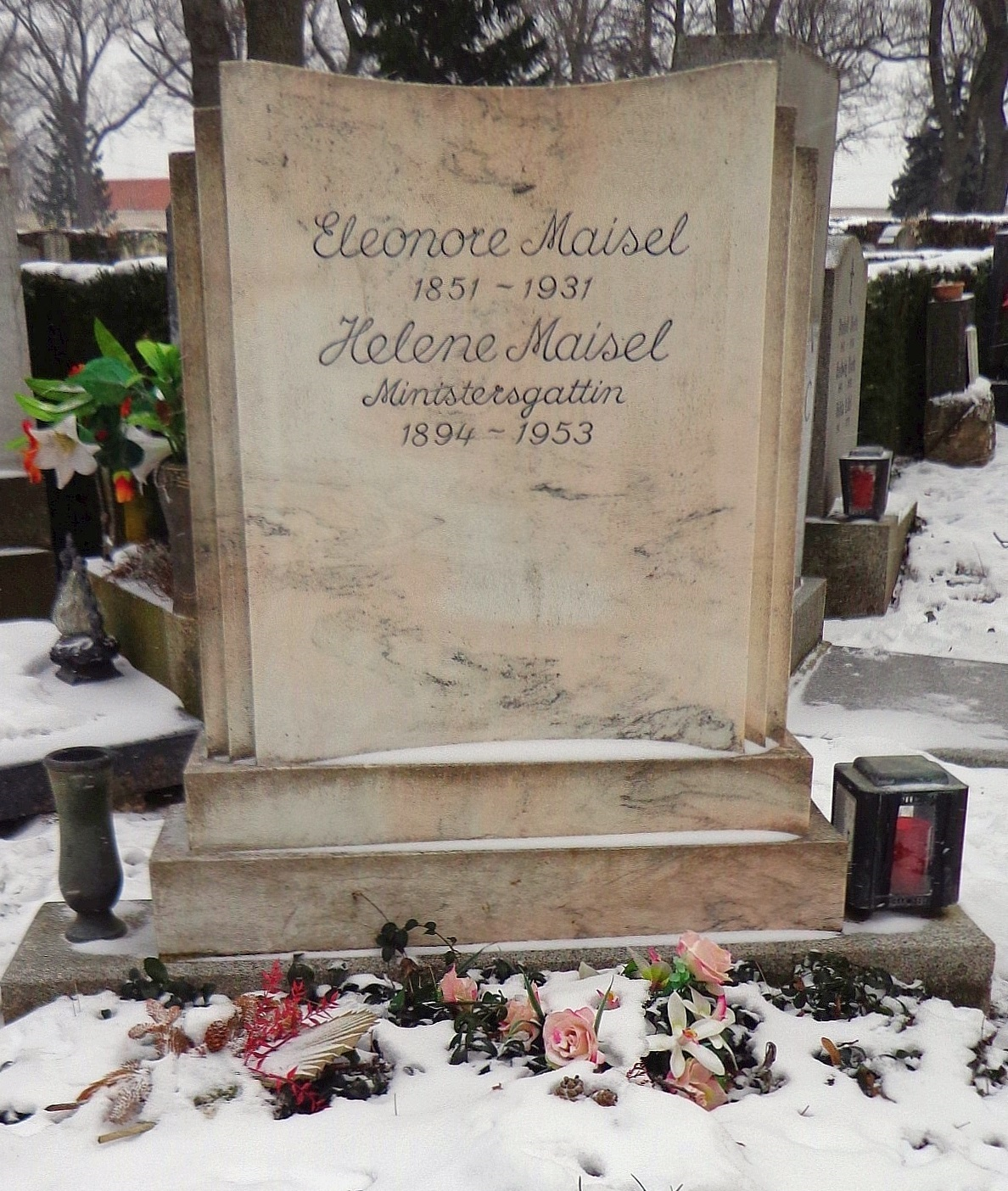
Feuerhalle Simmering, Urnengrab von Helene Maisel, Ehefrau Karl Maisels

Karl Maisel (* 3. November 1890 in Wien; † 13. März 1982 ebenda) war ein österreichischer Gewerkschafter und Politiker (SPÖ).

## Leben
Karl Maisel erlernte den Beruf des Maschinenschlossers und war schon in seiner Jugend in den Freien Gewerkschaften aktiv.

## Politik
Maisel war von 1932 bis 1934 Mitglied des Wiener Gemeinderates. Nach dem Gewerkschaftsverbot 1934 schloss er sich den Revolutionären Sozialisten an. Es folgten Verhaftungen in der Zeit des Austrofaschismus und der Zeit des Nationalsozialismus in Österreich.
Sofort nach Kriegsende beteiligte er sich an der Neugründung der Gewerkschaft der Metallarbeiter, deren Obmann er von 1945 bis 1962 war. Während dieser Zeit war er auch Vorsitzender der Fraktion Sozialdemokratischer Gewerkschafter. Er wurde 1945 als Abgeordneter zum Nationalrat gewählt und gehörte diesem bis 1959 an.
In der Regierung Figl übernahm er das Amt des Bundesministers für soziale Verwaltung. In dieser Funktion initiierte er verschiedene Sozialgesetze, z. B. das Arbeiterurlaubsgesetz und das Arbeitslosenfürsorgegesetz. Als seine wichtigste Leistung sah er das Inkrafttreten des Allgemeinen Sozialversicherungsgesetzes (ASVG) am 1. Januar 1956. Darin ist die Pflichtversicherung der unselbständig Erwerbstätigen geregelt (Krankenversicherung, Unfallversicherung, Pensionsversicherung). Von 1948 bis 1959 war Maisel auch Vizepräsident des ÖGB.
1956 trat er vom Ministeramt zurück und wurde Präsident der Arbeiterkammer Wien (bis 1964).
Von 1946 bis 1962 war er außerdem Präsident des ARBÖ.

## Auszeichnungen
- 1952: Maisel zu Ehren wurde das, nach Plänen des Architekten Franz Mörth großangelegt umgebaute, ehemalige Sanatorium Wienerwald in Feichtenbach 1952 als  „Karl Maisel Urlaubsheim der Gewerkschaft der Metall- und Bergarbeiter“ des ÖGB eröffnet.[1]
- Am 1. Dezember 1960 wurde ihm die Bürgerurkunde der Stadt Wien verliehen (→ Liste der Bürger ehrenhalber der Stadt Wien).
- Im Jahr 1995 wurde in Wien-Landstraße (3. Bezirk) die Maiselgasse nach ihm benannt.
- Die Karl-Maisel-Straße in Stattersdorf wurde nach ihm benannt.